# Корановедение
Коранове́дение (араб. علوم القرآن‎, ‘улӯм аль-к̣урʾа̄н — коранические науки) — комплекс дисциплин, изучающих особенности внутренней композиции текста Корана, его содержательных, языковых и стилистических свойств, а также историю сложения коранического текста, его кодификации и истолкования. Термин «корановедение» используется в неисламской среде и предполагает критический подход к изучению особенностей священной книги мусульман.

## «Коранические науки» в Средние века
Историки науки не берутся точно сказать, когда впервые появился термин «коранические науки». Анализ раннеисламской традиции позволяет судить, что истолкование коранических текстов началось на самом раннем этапе становления ислама, при жизни пророка Мухаммада. В наиболее ранних сборниках хадисов, относящихся к первой половине VIII века, мы встречаем предания, истолковывающие те или иные аяты, разъясняющие причины и места ниспослания аятов, указывающие на так называемые «отменяющие» и «отменённые» аяты. Однако эти сведения не были систематизированы, и специальные сочинения по данным проблемам появляются несколько позже. В первой половине IX в. известный басрийский грамматист Абу ‘Убайда сочиняет трактат «Маджāз аль-Kур’āн» (Переносный смысл в Коране), посвящённый особенностям стиля и языка Корана. Примерно в тот же период выдающийся энциклопедист Абу ‘Убайд аль-Касим ибн Саллам (ум. 838) пишет свой труд о традициях чтения и достоинствах Корана.
Впервые выражение ‘улум аль-Kур’āн (коранические науки) мы встречаем в названии книги «аль-Xāвu фu ‘улум ал-Kур’āн» (Собрание о коранических науках) известного историка и переводчика своего времени Мухаммада ибн Халафа ибн аль-Марзбана (ум. 921). Однако широкое распространение этот термин получил, скорее всего, после выхода в свет трактата «‘Аджā’иб ‘улум ал-Kур’āн» (Удивительное в коранических науках) багдадского языковеда Ибн аль-Анбари (ум. 940). Этот трактат посвящён разъяснению преданий о достоинствах Корана и о его ниспослании семью xарфами.
Позднее появились специальные сочинения, в которых кратко освещались важнейшие коранические науки. К ним можно отнести «Фунун ал-афнāн фu аджā’иб ‘улум ал-Kур’āн» (Различные искусства об удивительном в коранических науках) Абуль-Фарадж ибн аль-Джаузи (ум. 1202), «аль-Муршид аль-ваджuз фu-мā йата‘аллак би-ль-Kур’āн аль-‘азuз» (Краткое руководство о том, что связано с великим Кораном) Абу Шамы аль-Макдиси (ум. 1267). Венцом классического исламского корановеденияможно считать трактат «аль-Иткāн фи ‘улум аль-Kур’āн» (Совершенство в коранических науках) Джалалуддина ас-Суюти (ум. 1505), который частично переведен на русский язык.

## «Коранические науки» на современном этапе
Интерес к кораническим наукам в исламском мире пробудился с новой силой в начале XX века, что во многом связано с общественно-политической деятельностью мусульманских реформаторов, пытавшихся пересмотреть классическое исламское наследие. Другой толчок данное направление в исламском богословии получило в середине прошлого века, когда была осознана необходимость в усовершенствовании учебных программ. Тогда появились такие значимые труды, как «Манāхил ал-‘ирфāн фu ‘улум ал-Kур’āн» (Источники познания коранических наук) Мухаммада Абдул-Азима аз-Заркани (ум. 1948), «ан-Наба’ аль-‘азим» (Великая весть) Мухаммада ибн Абдуллаха Дарраза (ум. 1958), «Мабāxис фи ‘улум аль-Kур’āн» (Исследования в коранических науках) Субхи ас-Салиха и др.
Примерно в тот же период быстрыми темпами начинается развитие корановедения в Турции. Современная турецкая корановедческая школа отличается системным подходом и совмещением в себе достижений как традиционного исламского, так и критического западного подхода к изучению священной книги ислама. К числу фундаментальных исследований в этой области можно отнести труды Büуük Tefsir Tarihi (Большая история тафсира) Омера Насухи Билмена (Анкара, 1960), Tefsir usûlü (Основы тафсира) Исмаила Джеррахоглы, (Анкара, 1991), Tefsir usûlü (Основы тафсира) Мухсина Демирчи (Стамбул, 2003)

## Корановедение на Западе
В христианской Европе первые серьёзные попытки изучения Корана отмечаются в конце XI — начале XII века, после завоевания Толедо кастильцами. Это было связано с тем, что католические священники столкнулись с необходимостью вести проповедь среди мусульман. В XII веке был выполнен переводы Корана на латинский язык, однако в целом сведения европейцев об исламе и Коране оставались довольно скудными вплоть до эпохи Реформации. Первый печатный текст Корана на основе латинского перевода Роберта Кеттонского был подготовлен к изданию в Базеле Теодором Библиандром в 1543 году и переиздан в 1550 году.
В XVI—XVIII веках интерес к мусульманской культуре и религии был стимулирован соперничеством с Османской империей и стремлением укреплять дипломатические и торговые связи с мусульманским Востоком. Факультеты изучения восточных языков были открыты в Лейдене (1593), Риме (1627) и Оксфорде (1638), а потом и в других европейских университетах. Примерно в этот период появляются издание Корана на арабском языке с обширным предисловием, осуществленное в 1694 году Абрахамом Хинкельманом в Гамбурге, французский перевод Андрэ дю Рие (1647), латинский перевод Людовико Мараччи (1698) и английский перевод Джорджа Сейла (1734). Каждый из них внес большой вклад в ознакомление Запада с важнейшим первоисточником ислама и традициями мусульман.
В конце XVIII — начале XIX века в европейских университетах были заложены основы критического (научного) исламоведения. Европейские ориенталисты изучали Коран как памятник арабской словесности и источник по ранней истории ислама. Многие исследования того периода опираются на гипотезу о довлеющем влиянии иудео-христианских текстов и доисламской культуры Аравии на коранический текст. Методология, заимствованная у германских библеистов, до сих пор пользуется доверием ведущих западных ориенталистов, что нашло отражение в работах Фридриха Швалли (ум. 1919), Теодора Нёльдеке (ум. 1930), Отто Претцля (ум. 1941), Артура Джеффери (ум. 1959), Ричарда Белла (ум. 1952), Джона Эдварда Уонсбро (ум. 2002), Уильяма Монтгомери Уотта (ум. 2006). Венцом западных исследований в области корановедения на сегодняшний день является пятитомная Джона Эдварда Уонсбро «Энциклопедия Корана» (Лейден, 2001—2006), включающая около 1000 статей о коранических понятиях, концепциях и т. д.

## Корановедение в России
В России традиции системного изучения Корана начали зарождаться в петровский период, когда появился первый перевод Корана на русский язык. Преподавание восточных языков в российских университетах было учреждено Первым университетским уставом 1804 года. Первым центром по изучению востоковедения стал Казанский университет (с 1807 года). Начиная с 1819 года востоковедение преподавалось в Петербургском университете. В 1818 году в России было создано хранилище восточных рукописей и монет — Азиатский музей. В начале 50-х годов XIX века император Николай I подписал указ о прекращении преподавания восточных языков в Казанском университете, и центр востоковедения был перенесён в Санкт-Петербургский университет, где был основан Восточный факультет. Первый декан этого факультета Мирза Мухаммад Казем-бек (ум. 1870) внёс большой вклад в изучение Корана в России. Он был автором труда под названием «Полный конкорданс Корана, или ключ ко всем словам и выражениям его текстов для руководства к исследованию религиозных, юридических и литературных начал сей книги» (1859).
Примерно в тот же период в Казанской духовной академии были открыты миссионерские отделения, в задачи которых входила организация просветительской работы среди неправославного населения, в том числе среди мусульман. В 1849—1862 годах в Академии преподавал Г. С. Саблуков, автор самого популярного перевода Корана на русский язык в дореволюционной России. Казанская миссионерская школа не ставила целью углублённое изучение теоретических проблем корановедения, однако её представителям принадлежит заслуга в сборе и систематизации сведений о мусульманской культуре и религии. В этом отношении примечательны труды «Коран и прогресс» (1901), «Коран; описание внешнего вида и история текста» (1912), «Вероучение Корана» (1915) Н. П. Остроумова (ум. 1930).
Преподаватели Казанской духовной академии оценивали ислам, в первую очередь, исходя из интересов христианского миссионерства. Однако миссионерская тенденциозность работ казанской школы была встречена жесткой критикой со стороны других российских востоковедов. В частности, В. Р. Розен критиковал узость практических направлений их исследований, но при этом отмечал их прекрасное владение арабским языком и знакомство с мусульманскими источниками.
Становление советского корановедения связано с именами А. Е. Крымского (ум. 1942) и академика И. Ю. Крачковского (ум. 1951). В отдельное направление можно выделить статьи Ксении Савельевны Кашталёвой (ум. 1939), в которых западный подход к изучению коранической лексики сочетается с критическим анализом собственно мусульманских источников. Общепризнанным фактом является то, что перед советским корановедением ставились идеологические задачи, что и определило её тенденциозный характер. Тем не менее, на фоне псевдонаучных книг о Коране резко выделялись историко-филологические исследования Б. Я. Шидфар (ум. 1993), А. А. Долининой, О. Б. Фроловой.
В постсоветский период корановедение в России развивается в разных направлениях. Наряду с научным востоковедением издаются труды, написанные мусульманскими авторами. К значимым работам, опубликованным в последние годы, можно отнести труды «Коранические сказания» видного арабиста и историка М. Б. Пиотровского, «Фразеология Корана (Опыт сопоставления фразеоречений Корана и арабского классического языка)» В. Д. Ушакова, «Коран и его мир» Е. А. Резвана, «Истории пророков в Коране» А. Р. Гайнутдиновой.
Тщательный разбор фонетических, морфологических и синтаксических конструкций в Коране приводится в учебном пособии «Учись читать Коран по-арабски» В. В. Лебедева. Под руководством и при непосредственном участии Д. В. Фролова осуществляется перевод на русский язык сочинения аль-Иткāн фи ‘улум аль-Kур’āн (Совершенство в коранических науках) Джалалуддина ас-Суюти.
В 2011 году был издан первый учебник по корановедению, составленный российским востоковедом М. Ф. Муртазиным и азербайджанским философом-религиоведом Э. Р. Кулиевым.